# Crassimarginatella tuberosa
Crassimarginatella tuberosa är en mossdjursart som först beskrevs av Ferdinand Canu och Ray Smith Bassler 1928.  Crassimarginatella tuberosa ingår i släktet Crassimarginatella och familjen Calloporidae.
Artens utbredningsområde är Mexikanska golfen. Inga underarter finns listade i Catalogue of Life.